# Momar Bangoura
Momar Bangoura (Dakar, 24 februari 1994) is een Frans voetballer van Senegalese en Guineese afkomst die bij voorkeur als defensieve middenvelder speelt. Hij staat onder contract bij Olympique Marseille, waar hij doorstroomde vanuit de eigen jeugdopleiding.

## Clubcarrière
Bangoura werd geboren in de Senegalese hoofdstad Dakar. Op zesjarige leeftijd sloot hij zich aan bij het bescheiden Sainte-Marguerite. Eén jaar later trok hij naar de jeugdopleiding van Olympique Marseille. Op 28 april 2012 debuteerde de verdedigend ingestelde middenvelder in de Ligue 1 in het uitduel tegen FC Lorient. Hij mocht na 77 minuten invallen voor Morgan Amalfitano. Marseille verloor met 2–1 in Lorient. Op 20 mei 2012 mocht hij op de allerlaatste speeldag van het seizoen opnieuw meedoen in de uitwedstrijd tegen FC Sochaux. Hij viel na 89 minuten in voor Mathieu Valbuena. Marseille verloor met het kleinste verschil in Sochaux.

## Carrièrestatistieken
| Seizoen                         | Club                | Land      | Competitie | Wed. | Goals |
| ------------------------------- | ------------------- | --------- | ---------- | ---- | ----- |
| 2011/12                         | Olympique Marseille | Frankrijk | Ligue 1    | 2    | 0     |
| 2012/13                         | Olympique Marseille | Frankrijk | Ligue 1    | 0    | 0     |
| 2013/14                         | Olympique Marseille | Frankrijk | Ligue 1    | 0    | 0     |
| 2014/15                         | Olympique Marseille | Frankrijk | Ligue 1    | 0    | 0     |
| Totaal                          | Totaal              | Totaal    | Totaal     | 2    | 0     |
| Bijgewerkt tot 16 februari 2015 |                     |           |            |      |       |